# Воденичарско
Воденичарско (болг. Воденичарско) — село в Болгарии. Находится в Кырджалийской области, входит в общину Джебел. Население составляет 114 человек.

## Политическая ситуация
В местном кметстве Воденичарско, в состав которого входит Воденичарско, должность кмета (старосты) исполняет Мохамед Мюмюн Ахмед (Движение за права и свободы (ДПС)) по результатам выборов.
Кмет (мэр) общины Джебел — Бахри Реджеб Юмер (Движение за права и свободы (ДПС)) по результатам выборов.